# Киренийский замок
Киренийский замок (греч. Κάστρο της Κερύνειας) — замок XVI века, расположенный в восточной части старой гавани Кирении. Замок был построен венецианцами на укреплениях крестоносцев. Внутри крепостных стен расположены часовня XII века и Музей кораблекрушения, в котором выставлены остатки киренийского корабля IV века до нашей эры.

## История

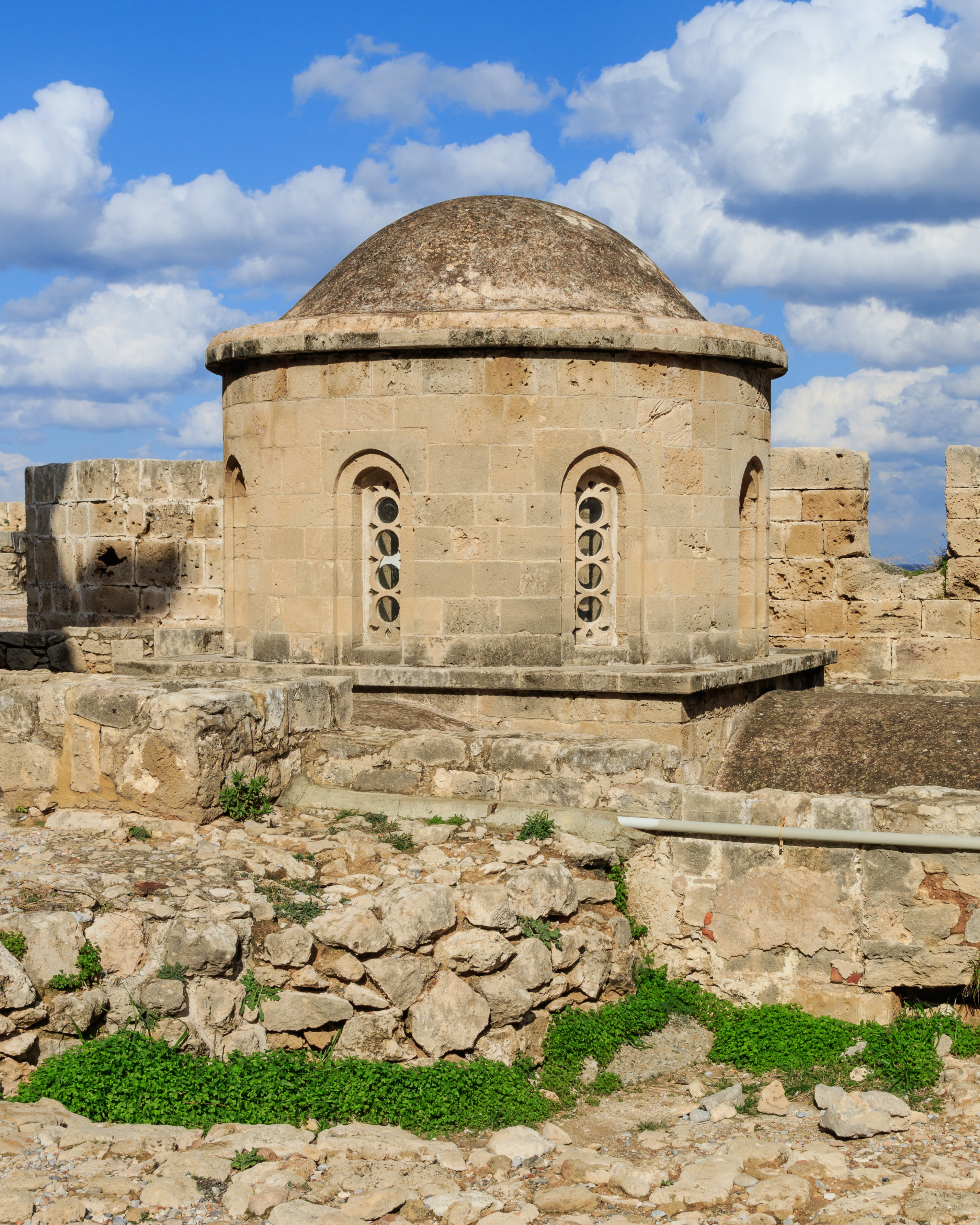
Византийская часовня внутри крепости

Хотя крепость на месте современного замка существовала ещё в период Древнего Рима, наиболее древние части современных укреплений относятся к VII веку, когда византийцами была построена крепость для обороны гавани от арабских нападений. Впоследствии крепость служила резиденцией Исаака Комнина, который укрылся в ней от Ричарда Львиное Сердце, но в итоге отдал остров последнему, передавшему Кипр династии Лузиньянов. По приказу Лузиньянов замок был в 1208—1211 гг. значительно расширен Жаном Ибелином, в результате чего на территорию замка вошла византийская часовня Святого Георгия XII века, возведены новые угловые башни, парадный вход в замок и королевская резиденция, где кипрские короли укрывались от нападений генуэзцев в 1373 году, когда замок был частично разрушен, и середине XV века, когда безуспешная осада замка продолжалась несколько лет.
После перехода Кипра под власть Венеции в 1489 году замок был перестроен в 1540 году, когда была усилена мощность башен, а стены приспособлены для размещения современных пушек. Тем не менее, в 1570 году гарнизон замка капитулировал перед османской армией. После захвата Кипра османами замок стал использоваться только как военная база, и из него были выселены гражданские жители. Когда Кипр отошёл к Великобритании в 1878 году, замок стал полицейской базой. В 1950 году замок был отдан Киренийскому департаменту древностей, но вскоре, после волнений, спровоцированных ЭОКА, возвращён под военные нужды. В 1959 году департамент восстановил владение, и с получением независимости в 1960 году замок был открыт для посещения, хотя в 1963—1967 гг. в ходе греко-турецких волнений в нём размещались силы Кипрской национальной гвардии. После перехода Кирении к ТРСК в 1974 году в замке был размещён музей, где, помимо обнаруженного в 1965 году Киренийского корабля, выставлены иконы, конфискованные из церквей в окрестностях города и археологические находки.